# 叙里欧布瓦
叙里欧布瓦（法語：Sury-aux-Bois，法語發音：[syʁi o bwa]）是法国卢瓦雷省的一个市镇，位于该省中部，属于奥尔良区。

## 地理
叙里欧布瓦（47°57'57"N, 2°20'31"E）面积38 平方千米，位于法国中央-卢瓦尔河谷大区卢瓦雷省，该省份为法国中北部省份，北起埃松省，西北接厄尔-卢瓦省，西南接卢瓦-谢尔省，南至涅夫勒省和谢尔省，东临约讷省，东北接塞纳-马恩省。
与叙里欧布瓦接壤的市镇（或旧市镇、城区）包括：内普卢瓦、加蒂奈地区欧维利耶、贝勒加德、沙特努瓦、孔布勒、尼贝勒、伯宗德河畔基耶尔、圣马丹达巴、维特里欧洛日。

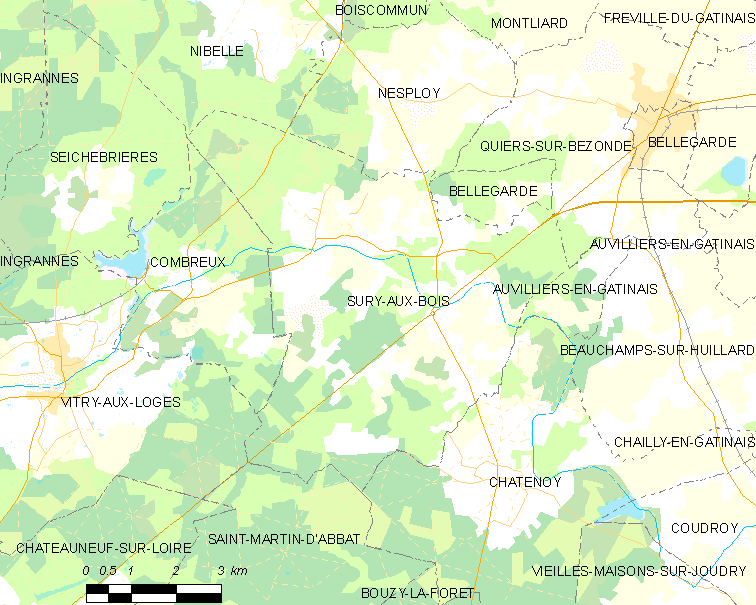
叙里欧布瓦的OSM定位图

叙里欧布瓦的时区为UTC+01:00、UTC+02:00（夏令时）。

## 行政
叙里欧布瓦的邮政编码为45530，INSEE市镇编码为45316。

## 政治
叙里欧布瓦所属的省级选区为卢瓦尔河畔新堡县。

## 人口

1962-2008年间叙里欧布瓦人口变化图示

叙里欧布瓦于2022年1月1日时的人口数量为775人。